# Cladosporium colocasiae
Cladosporium colocasiae är en svampart som beskrevs av Sawada 1916. Cladosporium colocasiae ingår i släktet Cladosporium och familjen Davidiellaceae.   Inga underarter finns listade i Catalogue of Life.